# 林城
林城（はやしじょう）は、長野県松本市にあった信濃国守護・小笠原氏の館（日本の城、山城）。「小笠原氏城跡」として井川館（井川城）と共に国の史跡に指定されている。

## 歴史
信濃国守護であった小笠原氏は、当初は井川館を拠点にしていたが、長禄3年（1459年）、府中小笠原家の小笠原清宗が築城したとされる。後に清宗の曾孫小笠原長棟が同族の松尾小笠原氏を屈服させ、小笠原氏を統一した後に拠点を移した。
天文19年（1550年）7月15日に長棟の子小笠原長時が武田信玄に攻められ一夜のうちに落城した（林城の戦い）。

## 構造・遺構
林大城（金華山城）と林小城（福山城）からなる。麓の大嵩崎集落には館町が形成されていた。

### 林大城
現在は曲輪、土塁、石垣などの遺構が残っている。林大城の周囲には東城山遊歩道が整備されている。1970年（昭和45年）10月22日に長野県指定史跡に指定されていたが、2017年（平成29年）2月9日付で井川城と共に国の史跡に指定された。

### 林小城

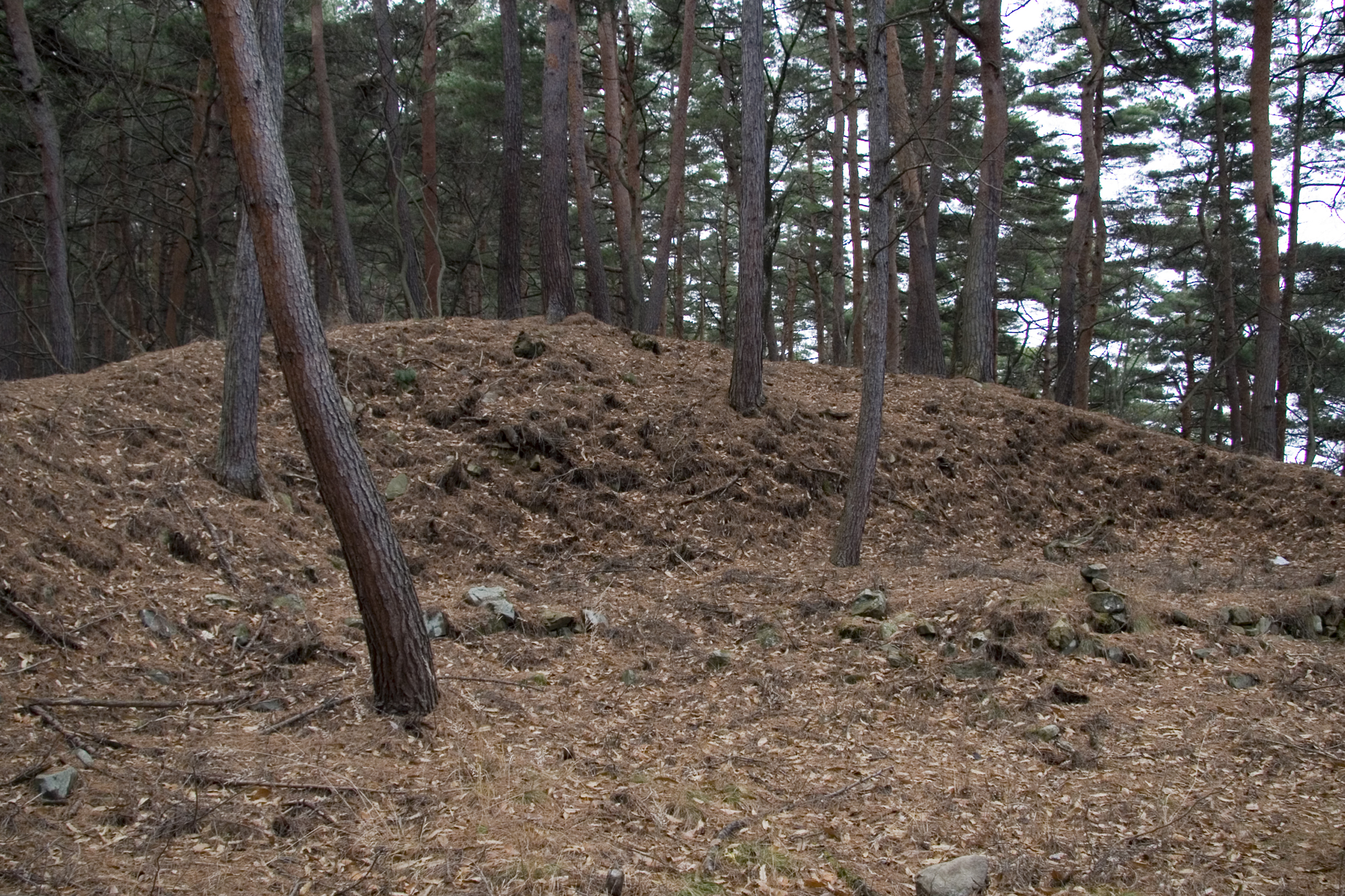
林小城の土塁

大嵩崎集落を挟んで南西側にある。かつては小城は「古城」と考えられ、林大城よりも古くに築城されたと考えられていたが、縄張りなどが複雑なことから大城より後に築城されたと考えられている。小城も土塁や石垣が残っている。
林大城と同じく県の史跡に指定されていたが、2018年（平成30年）11月16日の文化審議会の答申により、小城も国の史跡に追加指定される見込みとなった。